# Simulium carthusiense
Simulium carthusiense is een muggensoort uit de familie van de kriebelmuggen (Simuliidae). De wetenschappelijke naam van de soort is voor het eerst geldig gepubliceerd in 1959 door Grenier & Dorier.